# Epapterus
Epapterus is een geslacht van straalvinnige vissen uit de familie van de houtmeervallen (Auchenipteridae).

## Soorten
- Epapterus blohmi Vari, Jewett, Taphorn & Gilbert, 1984
- Epapterus dispilurus Cope, 1878